# Садово-парковое искусство

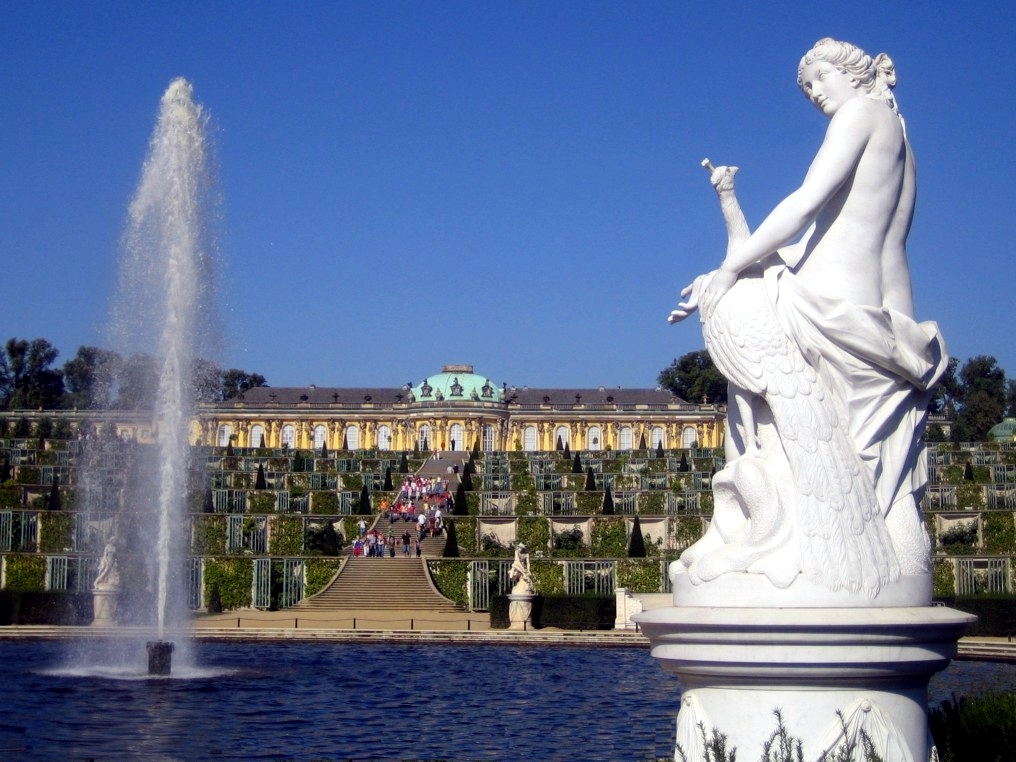
Террасный парк Сан-Суси

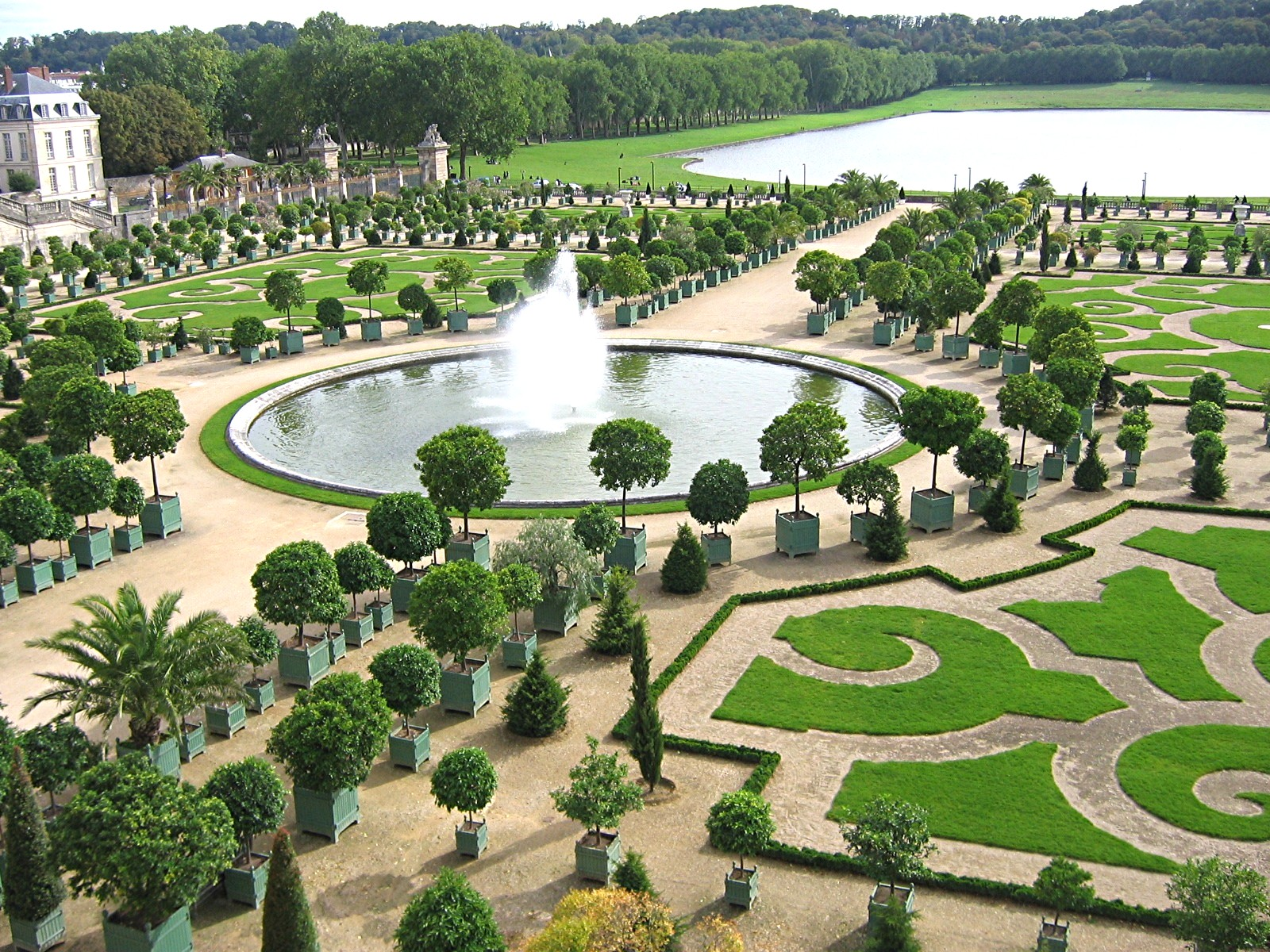
Регулярный парк при Версальском дворце

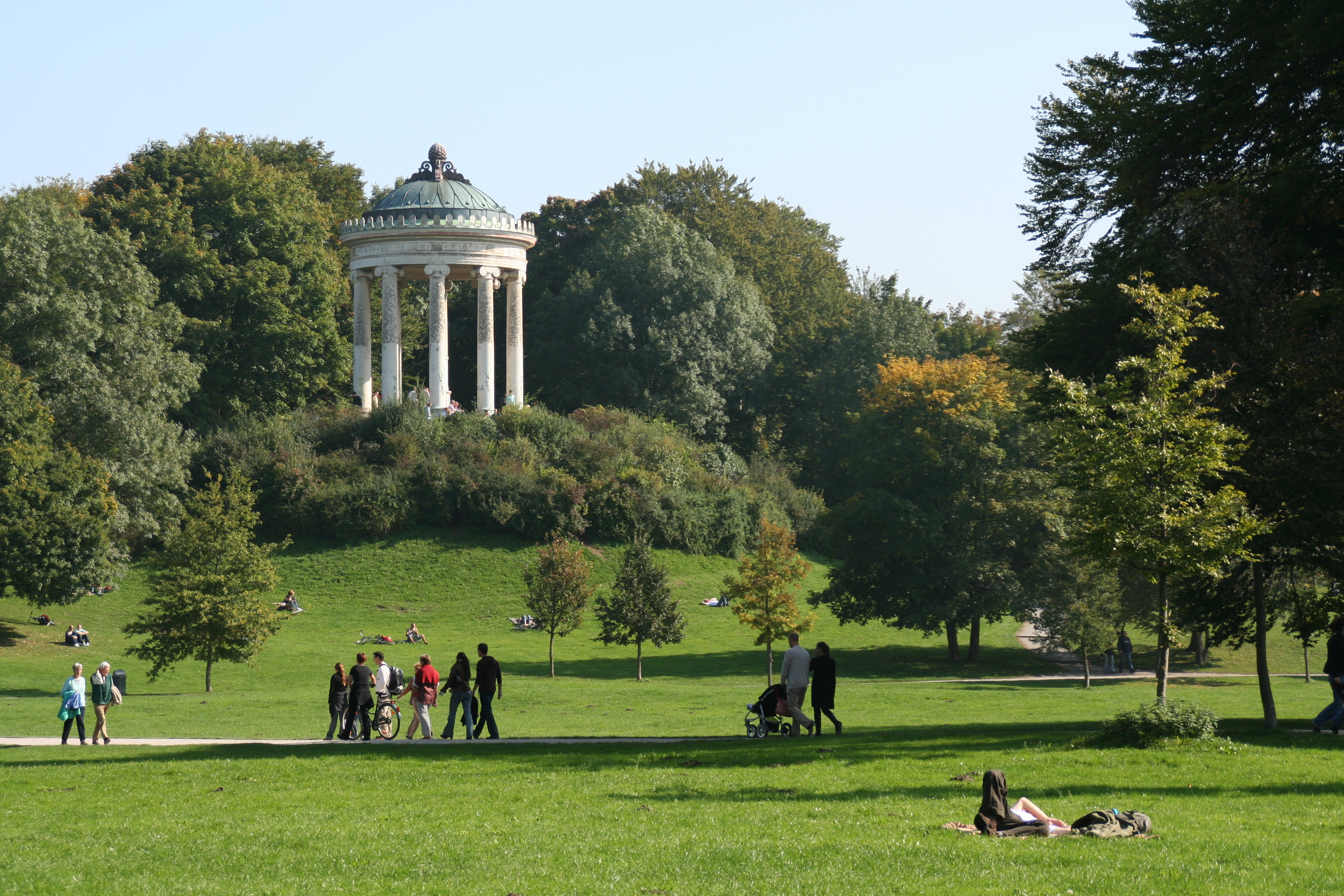
Английский парк в Мюнхене

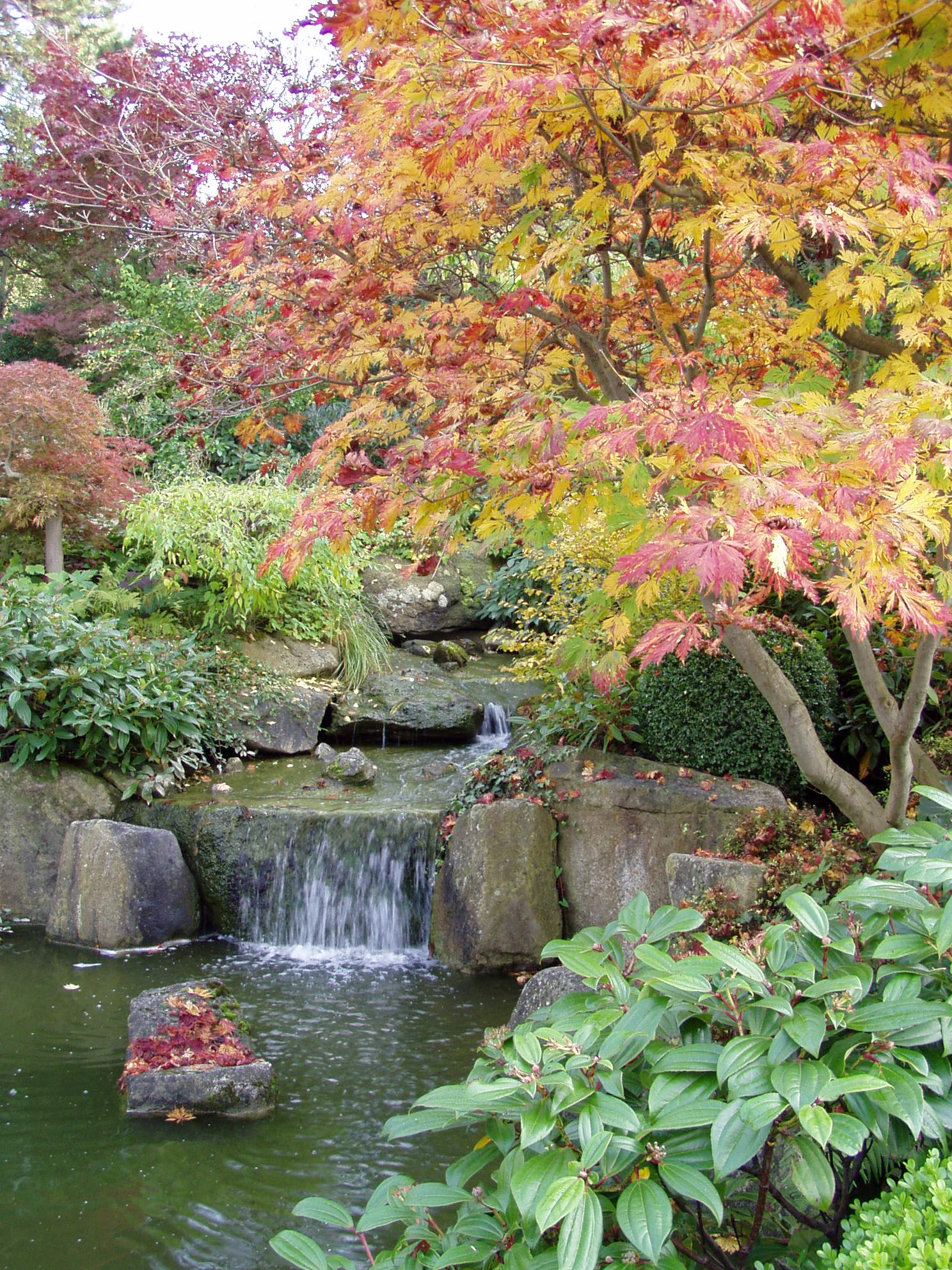
Японский сад

Садо́во-па́рковое иску́сство — искусство создания садов, парков и других озеленяемых территорий, разновидность ландшафтного дизайна. Сюда относятся: планировка и разбивка садов и парков, подбор растений для различных климатов и почв, размещение и группировка растений в сочетании с архитектурой, дорогами, водоёмами, скульптурой. Многообразные приёмы садово-паркового искусства подчиняются двум основным принципам — регулярному (геометрическому) или пейзажному (имитирующему естественный ландшафт).

## История
Садово-парковое искусство возникло в эпоху рабовладельческого строя, когда особое значение придавалось паркам при различных сооружениях: храмах, дворцах, усадьбах. Планировка садов в Древнем Египте была строго регулярной, поскольку это облегчало орошение растений. В Древней Греции в садах впервые появилась скульптура и архитектурные сооружения — колоннады и алтари для различных церемоний. В древнеримских садах были использованы сложные гидротехнические сооружения — искусственные водоёмы и фонтаны.
В Средние века регулярные сады в арабских странах состояли из двух половин — цветочной (гюлистан) и плодовой (бустан). На Пиренейском полуострове, завоёванном арабами, сложился особый тип небольшого сада в дворике при замке. В отличие от европейских, сады в Японии, Китае и Корее строились по принципу пейзажной композиции, воплощающей идею вечной обновляемости природы.
Первая в истории концепция регулярного сада была разработана лишь в эпоху Возрождения итальянским архитектором Джакомо Виньолой. Настоящая эпоха расцвета паркового строительства связана с господством стилей барокко и особенно классицизма. В это же время сложились и основные принципы паркового строительства. В садах XVI века и регулярных парках XVII—XVIII веков строения и деревья выделялись на фоне насаждений, подстриженных в виде ровных стенок — шпалер.
Позднее на их основе сложились основные типы парков:
- террасные (с расположением участков на разных уровнях, с лестницами и каскадами);
- регулярные «французские» (с боскетами, аллеями, партерами и водоёмами геометрически правильных форм);
- пейзажные «английские» (живописная композиция наподобие естественного ландшафта — с лужайками);
- миниатюрные сады (в древнеримских перистилях, испано-мавританских дворах; японские сады — символические композиции из воды, растений и камней).

Выдающимися практиками и теоретиками садово-паркового искусства были: Андре Ленотр, Ланселот Браун, Жак Делиль, Клод-Анри Ватле и многие другие.

### Россия
Первые сведения о русских садах относятся к XII веку. Вначале они располагались лишь при княжеских усадьбах, но со временем сады и парки стали разбивать и в монастырях, вокруг храмов, в богатых усадьбах. В XVII веке в Москве был построен Верховой сад Кремлёвского дворца, располагавшийся в верхних этажах зданий и отличавшийся богатым декоративным убранством. Для русских садов всегда было характерно сочетание декоративных садов с утилитарными. В садах устраивались рыбные пруды, для посадок выбирались плодовые деревья (яблони, груши, вишни). Первые в России сады по европейским образцам появились в Петербурге в петровское время с появлением в стране иностранных садовников. В середине XVIII века проектированием парков были заняты крупнейшие архитекторы Б. Растрелли, Ж. Леблон, Ч. Камерон, П. Гонзаго. До нашего времени продолжают эксплуатироваться Висячий сад Малого Эрмитажа и царскосельский сад.
С середины XIX века наряду с частными получают распространение общественные парки. В них обычно сочетались приёмы регулярного и ландшафтного построения.